# Kristin Halvorsen
Kristin Halvorsen (Horten, 2 settembre 1960) è una politica norvegese.

## Biografia
È nata il 2 settembre 1960 a Horten, nella contea di Vestfold, da Leif Georg Halvorsen, ingegnere civile, e Marit Larsen, insegnante, come prima di quattro figli ed è cresciuta a Porsgrunn. Dagli 11 ai 14 anni ha vissuto in Qatar.
Dopo aver completato gli studi superiori a Skien ha studiato presso l'Università di Oslo pedagogia sociale nel 1981 e criminologia nel 1982, senza laurearsi; ha poi lavorato come segretaria in uno studio legale dal 1984 al 1985. Contemporaneamente alla carriera universitaria è entrata a far parte dell'organizzazione giovanile del Partito Socialista di Sinistra (SV), Gioventù Socialista, di cui è stata leader dal 1982 al 1986. Dal 1985 è stata membro sostituto dello Storting, venendo eletta al parlamento nel 1989 nella circoscrizione di Oslo; nella stessa circoscrizione è stata rieletta più volte, rimanendo in carica come parlamentare fino al 2013.
Divenuta leader del partito nel 1997 ha ricoperto gli incarichi di Ministro delle finanze dal 2005 al 2009 e di Ministro dell'istruzione e della ricerca dal 2009 al 2013 nel secondo governo Stoltenberg.

## Vita privata
Nel 1984 si è sposata con Charlo Halvorsen, dal quale ha avuto due figli.